# Gordon Haskell
Gordon Haskell (* 27. April 1946 als Gordon Hionides in Bournemouth, England; † 16. Oktober 2020) war ein britischer Musiker.

## Leben und Wirken
Er startete seine Karriere in der zweiten Hälfte der 1960er Jahre bei der Band Les Fleur de Lys. Bekannt wurde er als Aushilfsbassist und -sänger der Progressive-Rock-Band King Crimson seines Schulfreundes Robert Fripp, mit dem er vorher schon in der Band The League of Gentlemen aktiv gewesen war. Er wirkte aus Gefälligkeit dem alten Freund gegenüber an den Alben In the Wake of Poseidon und Lizard mit, weil Fripp aufgrund eines Besetzungswechsels ein Sänger fehlte, verließ die Band jedoch während der Proben für die folgenden Liveauftritte, da seine mehr am Folk und Rhythm and Blues orientierten musikalischen Interessen sich mit dem King-Crimson-Konzept nicht vereinbaren ließen. Außerdem meinte er, wie er in seiner Autobiografie beschreibt, in der Musik von King Crimson etwas emotionslos Kaltes, gar Teuflisches zu hören.
Haskell veröffentlichte nach seinem Ausstieg bei King Crimson 1972 das Album It Is and It Isn’t, das sich allerdings nur schlecht verkaufte. Seine Plattenfirma ließ ihn fallen und Haskell versuchte in den nächsten Jahrzehnten als Musiker weiterzuleben. Er schlug sich als (Bar-)Musiker in Hotels, Kneipen und auf Fähren durch, meist alleine, manchmal auch in Zusammenarbeit mit anderen Kollegen. Von 1984 bis 1992 lebte er in Dänemark. Dazwischen nahm er immer wieder Platten auf, die sich aber alle nicht durchsetzen konnten. Nachdem ihn ein Manager nach einem Klub-Auftritt angesprochen hatte, nahm er 2001 einige Lieder im Studio auf.
Weltweit bekannt wurde er in der Weihnachtszeit 2001 durch seinen Überraschungshit How Wonderful You Are, eine R’n’B-Ballade von seinem Album Harry’s Bar. Sowohl die Single als auch das Album erreichten den zweiten Platz in den UK-Charts. Die Single wurde mit Silber ausgezeichnet, während das Album sogar mit Gold in Großbritannien ausgezeichnet wurde. Das Nachfolgealbum Shadows on the Wall erreichte 2002 Platz 44 in den UK-Charts.
Seine Erfahrungen als Musiker und Mensch beschrieb Haskell in seiner 2006 erschienenen Autobiografie The Road to Harry’s Bar.

## Buch
Gordon Haskell: The Road to Harry’s Bar. Forty Years on the Potholed Path to Stardom. Mainstream Publishing, Edinburgh. ISBN 1-84018-987-8.